# Светско првенство у синхроном пливању 2013.
Светско првенство у синхроном пливању 2013. одржано је у оквиру Светског првенства у воденим спортовима у Барселони. Такмичење је одржано од 20. до 28. јула у вишенаменској Дворани Сант Ђорди.

## Дисциплине
Такмичење се састојало од 7 дисциплина у женској конкуренцији:
- Појединачно обавезни састав
- Појединачно слободни састав
- Парови обавезни састав
- Парови слободни састав
- Екипно обавезни састав
- Екипно слободни састав
- Екипно комбиновани састав

## Календар
| ● | Квалификације | 1 | Финала |

| јули 2011        | 20 Суб | 21 Нед | 22 Пон | 23 Уто | 24 Сре | 25 Чет | 26 Пет | 27 Суб | 28 Нед | 29 Пон | 30 Уто | 31 Сре | 1 Чет | 2 Пет | 3 Суб | 4 Нед | Златне медаље |
| ---------------- | ------ | ------ | ------ | ------ | ------ | ------ | ------ | ------ | ------ | ------ | ------ | ------ | ----- | ----- | ----- | ----- | ------------- |
| Синхроно пливање | 1      | 1      | 1      | ●      | 1      | 1      | 1      | 1      |        |        |        |        |       |       |       |       | 7             |

## Сатница
| Датум        | Време | Ниво                                       |
| ------------ | ----- | ------------------------------------------ |
| 20 јули 2013 | 09:00 | Појединачно обавезни састав, квалификације |
| 20 јули 2013 | 14:00 | Екипно обавезни састав, квалификације      |
| 20 јули 2013 | 19:00 | Појединачно обавезни састав, финале        |
| 21. јул 2013 | 09:00 | Парови обавезни састав, квалификације      |
| 21. јул 2013 | 14:00 | Екипно комбиновани састав, квалификације   |
| 21. јул 2013 | 19:00 | Парови обавезни састав, финале             |
| 22. јул 2013 | 09:00 | Појединачно слободни састав, квалификације |
| 22. јул 2013 | 19:00 | Екипно обавезни састав, финале             |
| 23. јул 2013 | 09:00 | Парови слободни састав, квалификације      |
| 23. јул 2013 | 18:00 | Екипно слободни састав, квалификације      |
| 24. јул 2013 | 19:00 | Појединачно слободни састав, финале        |
| 25. јул 2013 | 19:00 | Парови слободни састав, финале             |
| 26. јул 2013 | 19:00 | Екипно слободни састав, финале             |
| 27. јул 2013 | 19:00 | Екипно комбиновани састав, финале          |

## Освајачи медаља
| Дисциплина                  | | Резултат | | Резултат | | Резултат |
| Појединачно обавезни састав | Светлана Ромашина · Русија | 96,800   | Хуанг Сјуечен · Кина | 95,500   | Она Карбонел · Шпанија | 94,400   |
| Појединачно слободни састав | Светлана Ромашина · Русија | 96,800   | Хуанг Сјуечен · Кина | 95,500   | Она Карбонел · Шпанија | 94,400   |
| Парови обавезни састав      | Светлана Колесниченко · Светлана Ромашина · Русија | 97,300   | Ђенг Тингтинг · Ђенг Венвен · Кина | 94,900   | Она Карбонел · Маргалида Креспи · Шпанија | 93,800   |
| Парови слободни састав      | Светлана Колесниченко · Светлана Ромашина · Русија | 97,680   | Ђенг Тингтинг · Ђенг Венвен · Кина | 95,350   | Она Карбонел · Маргалида Креспи · Шпанија | 94,990   |
| Екипно обавезни састав      | Влада Чигирева · Михаека Каланча · Дарија Коробова · Анисја Олхова · Александра Пацкевич · Јелена Прокофјева · Ала Шишкина · Марија Шурочкина · Анжелика Тимањина · Александра Зујева · Русија                          | 96,600   | Клара Басијана · Алба Марија Кабељо · Клара Камачо · Она Карбонел · Маргалида Креспи · Тајс Енрикез · Паула Кламбург · Сара Леви · Мериђел Мас · Кристина Салвадор · Шпанија                                 | 94,400   | Лолита Ананасова · Марина Гољадкина · Олена Гречихина · Хана Клименко · Катерина Резник · Александра Сабада · Катерина Садурска · Анастасија Савчук · Ана Волошина · Олга Золотарова · Украјина                                         | 93,300   |
| Екипно слободни састав      | Влада Чигирева · Светлана Колесниченко · Дарија Коробова · Александра Пацкевич · Јелена Прокофјева · Ала Шишкина · Марија Шурочкина · Анжелика Тимањина · Анисја Олхова* · Александра Зујева* · Русија                  | 97,400   | Клара Басијана · Алба Марија Кабељо · Она Карбонел · Маргалида Креспи · Тајс Енрикез · Паула Кламбург · Сара Леви · Мериђел Мас · Лаја Понс* · Кристина Салвадор* · Шпанија                                  | 94,230   | Лолита Ананасова · Олена Гречихина · Ана Клименко · Александра Сабада · Катерина Садурска · Анастасија Савчук · Ана Волошина · Олга Золотарова · Катерина Резник* · Марина Гољадкина* · Украјина                                        | 93,640   |
| Екипно комбиновани састав   | Влада Чигирева · Михаела Каланча · Дарија Коробова · Анисја Олхова · Александра Пацкевич · Јелена Прокофјева · Ала Шишкина · Марија Шурочкина · Анжелика Тимањина · Александра Зујева · Светлана Колесниченко* · Русија | 97,060   | Клара Басијана · Алба Марија Кабељо · Она Карбонел · Маргалида Креспи · Тајс Енрикез · Паула Кламбург · Сара Леви · Мериђел Мас · Лаја Понс · Кристина Салвадор · Клара Камачо* · Ирене Мантрукио* · Шпанија | 94,620   | Лолита Ананасова · Марина Гољадкина · Олена Гречихина · Хана Клименко · Катерина Резник · Олександра Сабада · Катерина Садурска · Анастасија Савчук · Ана Волошина · Олга Золотарова · Вира Голубва* · Дана-Марија Клименко* · Украјина | 93,350   |

- Пливачице које су у екипном делу означене звездицом су биле резерве, а све су добиле одговарајуће медаље.

## Биланс медаља
| Медаље земље домаћина |

|            | Држава     |   |   |   |    |
| ---------- | ---------- | - | - | - | -- |
| 1          | Русија     | 7 | 0 | 0 | 7  |
| 2          | Кина       | 0 | 4 | 0 | 4  |
| 3          | Шпанија    | 0 | 3 | 4 | 7  |
| 4          | Украјина   | 0 | 0 | 3 | 3  |
| Укупно (4) | Укупно (4) | 7 | 7 | 7 | 21 |